# Istiblennius dussumieri
Istiblennius dussumieri är en fiskart som först beskrevs av Valenciennes, 1836.  Istiblennius dussumieri ingår i släktet Istiblennius och familjen Blenniidae. Inga underarter finns listade i Catalogue of Life.